# Zagórów
Zagórów é um município da Polônia, na voivodia da Grande Polônia e no condado de Słupca. Estende-se por uma área de 3,44 km², com 3 069 habitantes, segundo os censos de 2016, com uma densidade de 892,2 hab/km².
Zagórów localiza-se a aproximadamente 240 Km da capital polonesa de Varsóvia, ao lado do Nadwarciański Park Krajobrazowy.